# Against All Odds (2022)
Against All Odds (2022) – gala wrestlingu zorganizowana przez amerykańską federację Impact Wrestling, która była transmitowana za pomocą platform Impact Plus i YouTube (dla subskrybentów IMPACT Ultimate Insiders). Odbyła się 1 lipca 2022 w Center Stage w Atlancie. Była to jedenasta gala z cyklu Against All Odds.

## Tło
26 maja 2022 Impact Wrestling ogłosił, że gala Against All Odds odbędzie się 1 lipca w Center Stage w Atlancie.

## Rywalizacje
Agains All Odds oferowało walki wrestlingu z udziałem różnych zawodników na podstawie przygotowanych wcześniej scenariuszy i rywalizacji, które są realizowane podczas cotygodniowych odcinków programu Impact!. Wrestlerzy odgrywają role pozytywnych (face) lub negatywnych bohaterów (heel), którzy rywalizują pomiędzy sobą w seriach walk mających budować napięcie.

### Pojedynek o Impact World Championship
Na gali Slammiversary (19 czerwca) Josh Alexander obronił tytuł Impact World Championship w starciu z przywódcą ugrupowania Violent By Design, Erikiem Youngiem. Po porażce pretendent nie pojawił się w kolejnym odcinku Impactu!, wyemitowanym 23 czerwca. Jego sojusznicy, Deaner i Joe Doering, kontynuowali rywalizację z mistrzem świata. W czasie rozmowy w ringu Deaner przypomniał rywalowi, że Joe Doering od czasu debiutu w Impact Wrestling nie został przypięty oraz pokonał Alexandra w ich ostatnim meczu. Zawodnicy rozpoczęli bójkę, po czym mistrz zwyciężył Deanera w spotkaniu indywidualnym. Tego samego dnia wiceprezes federacji, Scott D’Amore, oficjalnie ustanowił pojedynek Josha Alexandra z Joe Doeringiem o tytuł Impact World Championship.

### Pojedynek o Impact Knockouts World Championship
Na gali Slammiversary Jordynne Grace była najlepsza w pierwszym w historii Impact Wrestling pojedynku Queen of the Mountain, zdobywając po raz drugi tytuł kobiet. W walce pas mistrzowski broniła Tasha Steelz, natomiast innymi uczestniczkami były Deonna Purrazzo, Chelsea Green i Mia Yim. W odcinku Impactu! z 23 czerwca Steelz ogłosiła, że skorzysta z klauzuli rewanżowej i zmierzy się z Grace na Against All Odds.

### Sami Callihan vs. Moose
Na gali Slammiversary Sami Callihan pokonał Moose’a w Monster’s Ball matchu. W ten sposób wywarł zemstę na rywalu, który kontuzjował mu nogę i spowodował wielomiesięczną absencję od występów w ringu. W odcinku Impactu! z 23 czerwca Callihan był lepszy od Jacka Price’a, po czym niespodziewanie został zaatakowany przez Moose’a. Sfrustrowany tym zdarzeniem Callihan wymógł na producentce federacji, Gail Kim, zorganizowanie na Against All Odds Clockwork Orange House of Fun matchu, jeszcze brutalniejszego pojedynku niż Monster’s Ball, aby ostatecznie zakończyć rywalizację z przeciwnikiem. 27 czerwca federacja zapowiedziała, że na widowni zasiądzie Raven, pomysłodawca powyższej formuły meczu.

### Deonna Purrazzo i Chelsea Green vs. Mickie James i Mia Yim
Podczas meczu Queen of the Mountain na Slammiversary Deonna Purrazzo i Chelsea Green nawiązały współpracę, by zwiększyć szansę, aby jedna z nich zdobyła Impact Knockouts World Championship. Działania Mickie James, pełniącej rolę special guest enforcerki, zmierzały do pokrzyżowania ich planów. Prócz tego Mia Yim wyeliminowała je ze spotkania, po tym gdy popchnęła drabinę, na której znajdowały się obie wrestlerki, wprost na dwa stoły rozłożone poza ringiem. W odcinku Impactu! z 23 czerwca Yim pokonała Green, natomiast James zaatakowała Purrazzo, powstrzymując jej dalszą ingerencję w spotkanie. 

## Karta walk
Zestawienie zostało opracowane na podstawie źródła:
| Nr                                 | Wyniki | Stypulacje                                                    | Czas  |
| ---------------------------------- | --- | ------------------------------------------------------------- | ----- |
| 1                                  | Black Taurus (z Crazzym Steve’em) pokonał Laredo Kida | Singles match                                                 | 7:45  |
| 2                                  | Brian Myers pokonał Richa Swanna | Dot Combat match o Impact Digital Media Championship          | 10:17 |
| 3                                  | The Motor City Machine Guns (Alex Shelley i Chris Sabin) pokonali Bullet Club (Ace Austin i Chris Bey) | Tag Team match                                                | 13:22 |
| 4                                  | Deonna Purrazzo i Chelsea Green pokonały Mickie James i Mię Yim | Tag Team match                                                | 9:05  |
| 5                                  | Mike Bailey (c) pokonał Treya Miguela | Singles match o Impact X Division Championship                | 14:02 |
| 6                                  | Rosemary i Taya Valkyrie (c) pokonały The Influence (Gisele Shaw i Tenille Dashwood) (z Madison Rayne) | Tag Team match o Impact Knockouts World Tag Team Championship | 9:00  |
| 7                                  | America’s Most Wanted (James Storm i Chrisa Harrisa), The Good Brothers (Doc Gallows i Karl Anderson) i Heath pokonali Honor No More (Eddie Edwards, Kenny King, Matt Taven, Mike Bennett i PCO) (z Marią Kanellis i Vincentem) | 10-man Tag Team match                                         | 15:17 |
| 8                                  | Moose pokonał Samiego Callihana | Clockwork Orange House of Fun match                           | 17:34 |
| 9                                  | Jordynne Grace (c) pokonała Tashę Steelz | Singles match o Impact Knockouts World Championship           | 11:56 |
| 10                                 | Josh Alexander (c) pokonał Joego Doeringa (z Deanerem) | Singles match o Impact World Championship                     | 15:59 |
| (c) – mistrz/mistrzyni przed walką | |                                                               |       |